# 坎伯利
坎伯利（Camberley /ˈkæmbərliː/）是英國薩里郡的一個鎮，距離倫敦市中心西南31英里（50），靠近漢普郡和伯克郡邊境。坎伯利在19世紀初期才出現，現在是薩里希斯的主要城鎮， 也屬於英國第二十九大都會區奧爾德肖特都會區。

## 外部連結
- Surrey Heath Council（页面存档备份，存于） – Camberley's Local Council